# Flatbush (Alberta)
Pour les articles homonymes, voir Flatbush.
Flatbush est un hameau (hamlet) de Lesser Slave River No 124, situé dans la province canadienne d'Alberta.

## Démographie
En tant que localité désignée dans le recensement de 2011, Flatbush a une population de 30 habitants dans 17 de ses 18 logements, soit une variation de 0.0% par rapport à la population de 2006. Avec une superficie de 0,640 2 km2, le hameau possède une densité de population de 46,860 4 hab/km2 en 2011.
Concernant le recensement de 2006, Flatbush abritait 30 habitants dans 12 de ses 13 logements. Avec une superficie de 0,640 2 km2, le hameau possédait une densité de population de 46,9 hab/km2 en 2006.